# アーカンソー州の旗
アーカンソー州の旗（アーカンソーしゅうのはた）は、アメリカ合衆国アーカンソー州の州旗。赤地にダイヤ型がデザインされた旗。ダイヤ型は州のダイヤモンド鉱山を示し、ダイヤ型の周囲の25個の白い星はアーカンソー州が連邦に加盟したのが25州目だったことを示す。ダイヤ型内の3つの青い星は、アーカンソーが元々スペイン、フランス、アメリカ合衆国に属していたことを示すと共に、ルイジアナ買収時のルイジアナ州、ミズーリ州に次ぐ3つめの州になったことを示す。
赤地の上に、白星を配した青い帯のデザインは、アーカンソー州が南北戦争時「アメリカ連合国」の一つだったことを示す。1913年2月26日に制定された。

?初代の旗
?2代目の旗
?3代目の旗